# Cmentarz żydowski w Strzelcach Krajeńskich
Cmentarz żydowski w Strzelcach Krajeńskich – kirkut został założony w XIX wieku. Znajduje się przy ulicy Wojska Polskiego. Obszar kirkutu jest częściowo zabudowany i całkowicie zdewastowany, mieści się na nim stacja paliw. Po cmentarzu nie pozostał żaden materialny ślad.